# Cratere Hippocrates
Hippocrates è un cratere lunare di 59,24 km situato nella parte nord-orientale della faccia nascosta della Luna.
Il cratere è dedicato al medico greco antico Ippocrate.

## Crateri correlati
Alcuni crateri minori situati in prossimità di Hippocrates sono convenzionalmente identificati, sulle mappe lunari, attraverso una lettera associata al nome.
| Hippocrates | Coordinate             | Diametro (in km) |
| ----------- | ---------------------- | ---------------- |
| Q           | 68°28′12″N 148°39′00″W | 36,2             |